# 许勇
许勇（1959年4月—2024年9月13日）山东省冠县人，生于陕西宝鸡。中国人民解放军中将。

## 生平
许勇是陆军侦察兵出身。1979年，参加对越自卫反击战，在四号桥反击战中表现出色。后在军中逐级升迁，历任营长、师长、军参谋长。2007年，授少将军衔；2008年出任成都军区下属陆军第十三集团军军长。在2008年汶川大地震发生后27小时，许勇奉命率3000官兵赶往灾区，并亲自带领33名突击队员到达映秀镇，是首位挺进地震中心的将军。并被提名为当年感动中国年度人物候选人。
2013年7月，调任西藏军区司令员。2014年7月15日晋升中将军衔。2019年12月，调任成都军区善后办主任。
2024年9月13日，因病医治无效，在成都逝世，享年66岁。
许勇毕业于中国人民解放军国防大学联合战役专业。是第十二届全国人大代表。

## 家庭
2008年4月，许勇19岁的儿子因癌症去世。